# Аверьянов, Александр Вячеславович
Александр Вячеславович Аверьянов (род. 21 мая 1965 года) — российский учёный-медик, член-корреспондент РАН (2022).

## Биография
Родился 21 мая 1965 года.
В 1988 году — с отличием закончил лечебный факультет 2-го МОЛГМИ им. Н. И. Пирогова, после прохождения интернатуры с 1989 по 1995 годы — работал врачом пульмонологом Калужской областной больницы.
С 1996 по 1999 годы — проходил обучение в аспирантуре НИИ пульмонологии Минздрава России.
В 1999 годы — защитил кандидатскую диссертацию, тема: «Методологические подходы к диагностике и лечению синдрома хронического кашля».
С 2000 по 2003 годы — директор калужского медицинского центра «Элита».
С 2003 по 2009 годы — заместитель директора по научной работе НИИ пульмонологии Минздрава России.
В 2008 году — защитил докторскую диссертацию, тема: «Эмфизема легких у больных ХОБЛ: современные аспекты патогенеза, диагностики и лечения».
С 2009 года — работал в должности заместителя генерального директора по научной работе и медицинским технологиям ФНКЦ ФМБА России (до реорганизации — клиническая больница № 83 ФМБА России), с января 2014 года — главный врач клиники.
В июне 2014 года — назначен главным экспертом-пульмонологом Федерального медико-биологического агентства.
В 2022 году — избран членом-корреспондентом РАН от Отделения физиологических наук (клиническая физиология).

## Научная деятельность
Специалист в области пульмонологии.
Автор более 120 печатных работ, соавтор 4-х монографий: «Руководство по респираторной медицине» в 2-х томах, «Пульмонология. Национальное руководство», «Хроническая обструктивная болезнь легких», «Эмфизема легких», стандартов медицинской помощи (при оказании специализированной помощи) Минздравсоцразвития России 2006—2007 гг. при пневмонии, ХОБЛ, бронхиальной астме, остром бронхите.
Один из разработчиков «Концепции развития пульмонологической помощи населению Российской Федерации 2004—2008 гг.» Минздрава России.